# Mali nos Jogos Olímpicos
O Mali enviou atletas para os Jogos Olímpicos de Verão realizados em 1964 a 1972, e todas as outras Olimpíadas realizadas a partir de  1980, embora o país nunca tenha ganhado uma medalha olímpica. Nenhum atleta de Mali competiu nos Jogos Olímpicos de Inverno.